# Кембриджширский полк
Кембриджский полк (англ. Cambridgeshire Regiment) — британский пехотный полк территориальной обороны, существовавший с 1908 по 1961 годы. Его предшественником были несколько подразделений Добровольческих сил Великобритании, образованные в 1860 году. Полк участвовал непосредственно в Первой и Второй мировых войнах. Правопреемником и продолжателем традиций полка является Королевский Английский полк.

## История

### До 1908 года
Корни полка уходят в 1860 год, когда образовался стрелковый добровольческий корпус в Кембриджшире. К 1880 году корпус разросся до размеров батальона и получил название 1-й Кембриджширский стрелковый добровольческий корпус, а через год в разгар реформ Хью Чайлдерса в качестве батальона влился в Саффолкский полк. В 1887 году это подразделение стало называться 3-й (Кембриджширский) добровольческий батальон Саффолкского полка. Батальон отличился во Второй англо-бурской войне, за что получил соответствующие боевые почести и право носить название кампании на штандарте.

### 1908—1919
После образования Территориальных сил в 1908 году батальон стал называться просто Кембриджширским батальоном Саффолкского полка, а через год был выделен из полка и сам получил соответствующий статус полка, сохранив название «батальон» в официальном наименовании (1-й батальон, Кембриджширский полк). Часть его оставалась формально в Саффолкском полку.
После начала Первой мировой войны численность Территориальных сил была удвоена, и был образован 2/1-й («второй дробь первый») батальон Кембриджширского полка. В 1915 году были добавлены 3/1-й и 4/1-й батальоны. 1/1-й батальон участвовал в боях на Западном фронте и заслужил 27 воинских почестей и военных благодарностей, которые были официально ему приписаны в 1925 году. Известнейшими сражениями, в которых участвовал полк, являются вторая битва при Ипре, битва на Сомме, битва за Анкрские высоты и Стодневное наступление с участием канадских войск.
Последним живущим ветераном полка был рядовой Джордж Эдвард Уайт (28 февраля 1899 — март 2000), столетний долгожитель, служивший в Саффолкском полке.

### 1920–1947
В 1920 году Территориальные силы были переименованы в Территориальную армию, и 1-й батальон был распущен. В 1939 году после того, как стало понятно, что Вторая мировая война неизбежна, численность Территориальной армии удвоилась, и был призван 2-й батальон. Оба батальона Кембриджширского полка воевали на Дальнем Востоке и участвовали в Сингапурской обороне. Полк получил ещё четыре почести за бои против японцев в Юго-Восточной Азии.

### 1947–1961
В 1947 году полк был переподчинён Королевскому полку артиллерии и стал 629-м лёгким полком ПВО. В 1956 году его вернули к предыдущим обязанностям, и тот снова получил статус подразделения территориальной обороны. В 1961 году Кембриджширский полк, 1-й батальон был объединён с 4-м батальоном, Саффолкским полком, и на их основе появился Саффолкский и Кембриджширский полк. С 1967 года традиции полка хранит Королевский Английский полк. Память о Кембриджширском полку увековечена в Музее Королевского английского полка.